# 8-я бронетанковая дивизия (Южная Африка)
8-я бронетанковая дивизия (англ. 8th Armoured Division) — тактическое соединение Сухопутных войск Южно-Африканской Республики периода 1974—1997 гг.

## История
8-я бронетанковая дивизия создана 1 августа 1974 года. Включала в себя 81-ю бронетанковую, 82-ю механизированную и 84-ю моторизованную бригады. Во многом являлась зеркальным отражением 7-й пехотной дивизии ЮАР.
К 1985 году 8-я дивизия СА состояла из 81-й бронетанковой, 84-й моторизованной и 72-й моторизованной бригад. 82-я механизированная бригада перешла в состав 7-й пехотной дивизии. Бригады дивизии были расформированы в 1992 году, а батальоны и полки стали подчиняться непосредственно штабу дивизии — предполагалось, что они будут сгруппированы в целевые группы по мере необходимости. Эта концепция никогда не проходила серьёзной проверки. Формирование также было переименовано в 8-ю дивизию. Дивизия была фактически расформирована 1 апреля 1997 года, когда её бывшие подразделения вошли в состав 7-й дивизии как 74-я бригада.
Во время операции «Пакер» (часть битвы при Квито-Кванавале), которая сменила операцию «Хупер» в марте 1988 года, 82-я механизированная бригада защищала восточный берег реки Куито. В ходе этой операции силы ФАПЛА понесли потери, и ситуация на восточном берегу стабилизировалась до такой степени, что можно было начать операцию «Вытеснение». На этом этапе южноафриканские войска были выведены из Анголы.

## Состав
На 1977 год в состав дивизии входили:
- 81-я бронетанковая бригада (81 Armoured Brigade) (Претория)
  - 811-й танковый полк (811 Tank Regiment, SAAC)
  - 812-й танковый полк (812 Tank Regiment, SAAC)
  - 813-й механизированный батальон (813 Mechanised Battalion, SAIC)
  - 81-й артиллерийский полк (81 Medium Regiment (SP), SAA)
  - 81-й инженерный батальон (81 Field Squadron, SAEC)
  - 81-й отряд связи (81 Signals Unit)
  - 81-й отряд технического обслуживания (81 Maintenance Unit)
  - 81-я полевая мастерская (81 Field Workshop, TSC)
  - 81-й санитарный отряд (81 Field Ambulance)
- 82-я механизированная бригада (82 Mechanised Brigade) (Почефструм)
  - 821-й механизированный батальон (821 Mechanised Battalion, SAIC)
  - 822-й механизированный батальон (822 Mechanised Battalion, SAIC)
  - 823-й танковый полк (823 Tank Regiment, SAAC)
  - 82-й артиллерийский полк (82 Field Regiment, SAA)
  - 82-й инженерный батальон (82 Field Squadron, SAEC)
  - 82-й отряд связи (82 Signals Unit)
  - 82-й отряд технического обслуживания (82 Maintenance Unit)
  - 82-я полевая мастерская (82 Field Workshop, TSC)
  - 82-й санитарный отряд (82 Field Ambulance)
- 84-я моторизованная бригада (84 Motorised Brigade) (Дурбан)
  - 841-й моторизованный батальон (841 Motorised Battalion, SAIC)
  - 842-й моторизованный батальон (842 Motorised Battalion, SAIC)
  - 843-й моторизованный батальон (843 Motorised Battalion, SAIC)
  - 84-й артиллерийский полк (84 Field Regiment, SAA)
  - 84-й инженерный батальон (84 Field Squadron, SAEC)
  - 84-й отряд связи (84 Signals Unit)
  - 84-й отряд технического обслуживания (84 Maintenance Unit)
  - 84-я полевая мастерская (84 Field Workshop, TSC)
  - 84-й санитарный отряд (84 Field Ambulance)
- 8-я разведывательная бригада (8 Combat Reconnaissance Brigade)
  - 81-й бронеавтомобильный полк (81 Armoured Car Regiment, SAAC)
  - 82-й бронеавтомобильный полк (82 Armoured Car Regiment, SAAC)
  - 83-й бронеавтомобильный полк (83 Armoured Car Regiment, SAAC)
- Части дивизионного подчинения
  - 18-й разведывательный артиллерийский полк (18 Locating Regiment, SAA)
  - 18-й зенитный артиллерийский полк (35 мм) (18 Antiaircraft Regiment (35mm), SAA)
  - 28-й зенитный артиллерийский полк (20 мм) (28 Antiaircraft Regiment (20mm), SAA)
  - 18-й артиллерийский полк (18 Medium Regiment, SAA)
  - 18-й инженерный батальон (18 Field Squadron, SAEC)
  - 18-й инженерный полк поддержки (18 Engineer Support Regiment, SAEC)
  - 18-й танковый полк (18 Tank Regiment, SAAC)
  - 18-й батальон материального обеспечения (18 Forward Delivery Squadron, SAAC)
  - 18-я группа связи (18 Signals Group)
  - 18-й отряд технического обслуживания (18 Maintenance Unit)
  - 18-я полевая мастерская (18 Field Workshop, TSC)
  - 18-й мобильный госпиталь (18 Mobile Hospital)
  - 18-й отряд скорой помощи (18 Field Ambulance Unit)
  - 18-я рота военной полиции (18 Provost Company, SACMP)